# Earl Mohan
Earl Mohan (12 de novembro de 1889 – 15 de outubro de 1928) foi um ator note-americano da era do cinema mudo. Natural de Pueblo, Colorado, ele apareceu em 50 filmes entre 1915 e 1927.
Faleceu em Los Angeles, Califórnia, a 1928.

## Filmografia selecionada
- Luke and the Rural Roughnecks (1916)
- Luke's Preparedness Preparations (1916)
- Luke, the Gladiator (1916)
- Luke, Patient Provider (1916)
- Luke's Newsie Knockout (1916)
- Luke's Movie Muddle (1916)
- Luke, Rank Impersonator (1916)
- Luke's Fireworks Fizzle (1916)
- Luke Locates the Loot (1916)
- Luke's Shattered Sleep (1916)
- Luke's Lost Liberty (1917)
- Luke's Busy Day (1917)
- Lonesome Luke on Tin Can Alley (1917)
- Zeb vs. Paprika (1924)